# Rajon Lojeu
Der Rajon Lojeu (belarussisch Лоеўскі раён; russisch Ло́евский райо́н) ist eine Verwaltungseinheit in der Homelskaja Woblasz in Belarus mit dem administrativen Zentrum in der Siedlung städtischen Typs Lojeu. Der Rajon hat eine Fläche von 1045,53 km² und umfasst 82 ländliche Siedlungen.

## Geographie
Der Rajon Lojeu liegt im südöstlichen Teil der Homelskaja Woblasz.

### Nachbarrajone
Die Nachbarrajone sind im Norden Retschyza und im Nordosten Homel in der Homelskaja Woblasz, im Osten, Südost und Süden Ripky in der Ukraine, und im Südwesten und Westen Brahin in der Homelskaja Woblasz.

## Administrative Gliederung
| Dorfsowjets 1. Bywalkauski 2. Karpauski 3. Kaupenski 4. Malinauski 5. Rutschajouski 6. Stradubski 7. Uborkauski | Siedlungen städtischen Typs 1. Lojeu |